# 383
| 383                |
| ------------------ |
| Dødsfald - Fødsler |
|                    |

| Gregoriansk kalender | 383 CCCLXXXIII          |
| Ab urbe condita      | 1136                    |
| Armensk kalender     | I/T                     |
| Kinesiske kalender   | 3079 – 3080 壬午 – 癸未 |
| Etiopisk kalender    | 375 – 376               |
| Jødisk kalender      | 4143 – 4144             |
| Hindukalendere       |                         |
| - Vikram Samvat      | 438 – 439               |
| - Shaka Samvat       | 305 – 306               |
| - Kali Yuga          | 3484 – 3485             |
| Iransk kalender      | 239 BP – 238 BP         |
| Islamisk kalender    | 246 BH – 245 BH         |

Se også 383 (tal)